# Ophthalmis leucapex
Ophthalmis leucapex är en fjärilsart som beskrevs av Embrik Strand 1911. Ophthalmis leucapex ingår i släktet Ophthalmis och familjen nattflyn. Inga underarter finns listade i Catalogue of Life.